# Uitvloeisels
Uitvloeisels (Engels: Emanations; Duits: Emanationen) is een eendelige compositie van de Pool Krzysztof Penderecki.
In 1958 studeerde Penderecki af. In 1959 kreeg zijn muziek internationale bekendheid toen hij op het Warszawska Jesień (Warschau Herfst Festival) drie van zijn werken dirigeerde. Behalve Uitvloeisels waren dat Strophen en Davids Psalmen. Uit het werk blijkt dat de componist een klassieke opleiding had gevolgd met moderne invloeden. De compositie is geschreven voor twee strijkorkesten, die een stemmingsverschil hebben van een halve toonhoogte (bijvoorbeeld C-Cis). Dit geeft soms dissonanten tijdens het uitvoeren, maar soms ook opvallende consonanten. In Uitvloeisels wordt een aanloop genomen naar zijn latere topwerk Threnos. De broeierige muziekstijl is al aanwezig, alleen hij laat hier de violisten etc. nog gewoon strijken, terwijl in zijn latere werken ook andere meer experimentele technieken worden gebruikt.

## Discografie en bron
- Uitgave EMI Matrix 17: Pools Nationaal Radio-Symfonieorkest o.l.v. componist